# Foce dello Shannon
La foce dello Sannon (Mouth of the Shannon o Shannon Estuary in lingua inglese) è l'ampio estuario formato dal fiume Shannon, in Irlanda.

## Descrizione
Il fiume, alla fine del suo corso, forma un estuario lungo più di 100 km. La foce del fiume in realtà, ovvero il confluire dell'acqua dolce in quella salata dell'Oceano, avviene poco dopo il traversamento della città di Limerick, e il limite è ben visibile perché appena le lingue di terra cominciano ad allargarsi, formano un vero e proprio braccio di mare soggetto spesso a maree. 
Lo sbocco sull'oceano è larghissimo ed è delimitato da due autentici promontori, Capo Loop nel Clare e Capo Kerry nel Kerry.
Nell'enorme estuario ci sono moltissime isole e una miriade di baie minori, tra cui quella vastissima creata da un altro fiume, il Fergus, che sfocia proprio all'interno della foce dello Shannon.
Sulle sponde, distanti anche chilometri, sono situati il porto commerciale di Foynes, lo Shannon International Airport e il porto di Talbert per attraversare l'insenatura con la macchina via traghetto.